# Уилям Хенри Леонард По
Уилям Хенри Леонард По (на английски: William Henry Leonard Poe), често просто Хенри По, е моряк, поет и брат на Едгар Алън По и Розали По.
След смъртта на родителите им, трите деца се разделят: Хенри живее с едно семейство в Балтимор, докато за Едгар и Розали се грижат две отделни семейства в Ричмънд. Преди да достигне 20-годишна възраст, Хенри пътува около света по море, а след това се връща в Балтимор и става поет и писател. Една от неговите творби – „Пиратът“ – представлява измислено описание на връзката между Едгар По и Сара Елмира Ройстер в Ричмънд.
Хенри умира от туберкулоза през 1831 Г. на 24-годишна възраст.
Хенри По представлява вдъхновение за своя брат, което се изразява в живота и творбите на Едгар. Двамата също имат общи стилове на писане. Едгар Алън По използва псевдонима „Henri Le Rennet“. Влиянието на Хенри върху литературния стил на По включва и героя от „Историята на Артър Гордън Пим“, както и името на главния герой от поемата „Линор“.